# Mausoleo dei Quaranta Martiri
Il Mausoleo dei Quaranta Martiri è una cappella con annesso giardino situata a Gubbio. L'edificio commemora l'eccidio nazista compiuto all'alba del 22 giugno 1944, durante il quale vennero massacrati 40 eugubini.

## Prodromi
Il pomeriggio del 20 giugno 1944 al caffè Nafissi, sito nel centro di Gubbio, alcuni partigiani dei Gap uccisero un ufficiale medico tedesco e ferirono un altro soldato. I tedeschi avevano minacciato dure ritorsioni contro la popolazione in caso di eventuali attacchi alle loro truppe: 40 cittadini per ogni ufficiale e 20 per ogni soldato. I soldati diedero corso alle minacce iniziando il rastrellamento lo stesso giorno, mentre erano in atto i preparativi per la ritirata verso la Linea Gotica. La sera del 20, il vescovo Ubaldi ottenne dal comandante tedesco della zona l'assicurazione che la rappresaglia sarebbe stata scongiurata, qualora non fossero occorsi ulteriori incidenti. Cionnondimeno, il rastrellamento riprese già a partire dal giorno successivo.

## L'eccidio

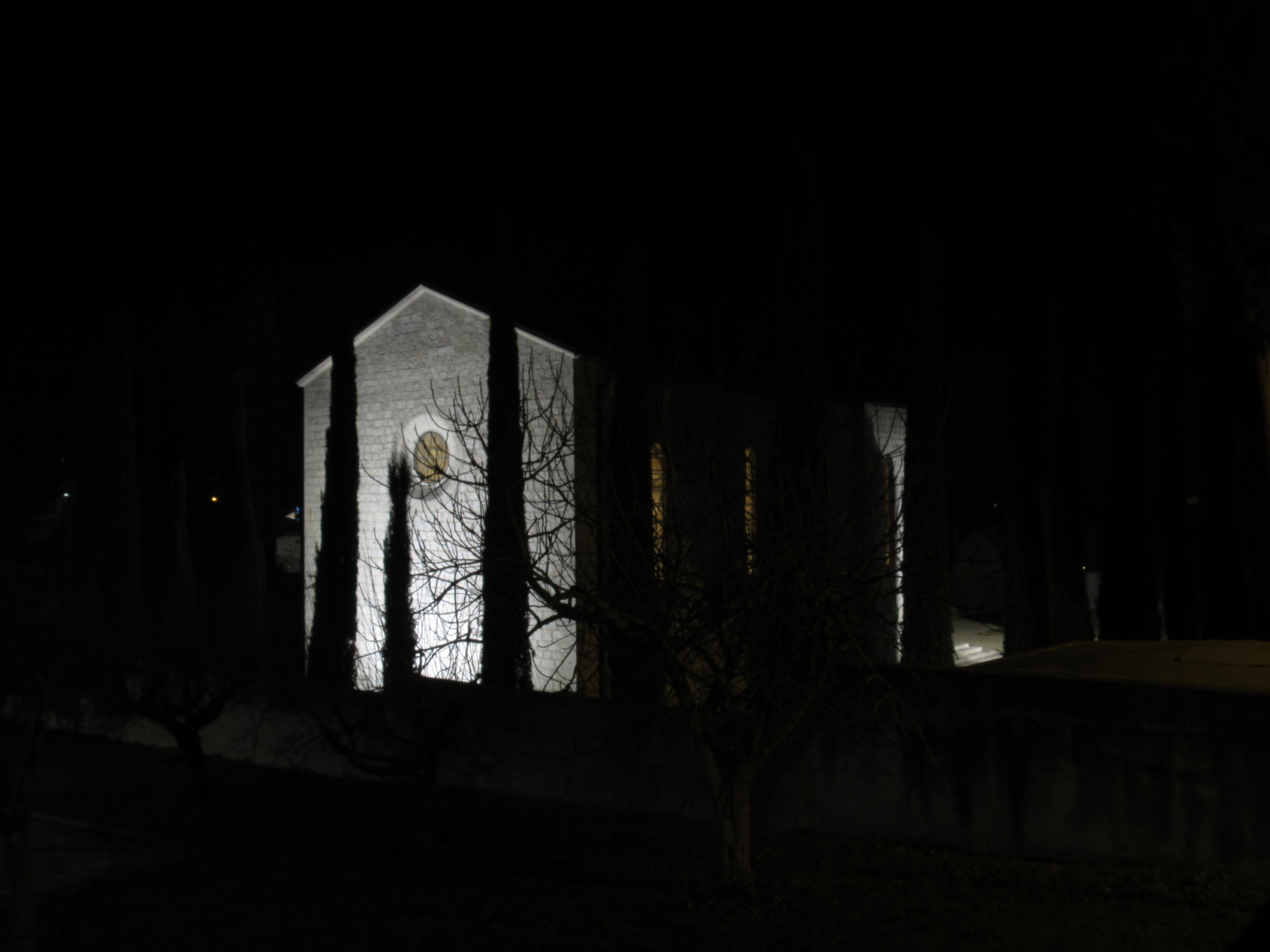
Retro del mausoleo di notte

Durante la notte del 22, alcuni eugubini vennero trattenuti come ostaggi e obbligati a scavare una fossa dinnanzi a un muro. Alcuni tra i civili nel frattempo rastrellati vennero rilasciati dopo una parvenza d'interrogatorio. Poco dopo, i 40 eugubini designati per l'eccidio furono spostati dalle limitrofe Scuole elementari di via Perugina, legati e freddati a colpi di pistola per ordine del generale Johann Karl Bölsen, comandante della 114ª divisione Jäger. Il muro, recante i fori dei proiettili, è ancora visibile in quello che oggi è lo spazio antistante il mausoleo.

Tra i 40 eugubini uccisi figurano individui di tutte le età, di entrambi i sessi e che svolgevano diverse professioni. Sull'eccidio, scrisse il monsignor Origene Rogari:
Un genio infernale parve avesse scelto di proposito alla strage quaranta innocenti, quaranta casi tutti pietosissimi; molti con delle circostanze che ne accrebbero l’orrore e la pietà.
Una madre e la figlia, un unico figlio di madre inferma, padri di cinque, di dieci figli, un padre di cinque bambini già orfani della mamma, due fratelli insieme, un padre e il figlio, onesti lavoratori dei campi e delle città, giovinetti, due sordomuti.
Il mausoleo fu eretto nel 1949, su progetto dell'architetto Pietro Porcinai (1910-1986). Il disegno originario, in seguito rivisto per mancanza di spazio, prevedeva un mausoleo sobrio, circondato da 40 cipressi. L'edificio contiene 40 sarcofagi in marmo, recanti fotografie e nomi.

## Reazioni all'eccidio
La strage dei Quaranta Martiri diede luogo ad aspre polemiche e lacerazioni nella società cittadina di Gubbio, sia nei rapporti tra movimenti politici antifascisti, sia nelle relazioni tra le famiglie dei Martiri e coloro che erano attivi nel movimento partigiano.
Alcuni eugubini avevano difatti esternato il proprio convincimento, che ambedue le iniziative partigiane —tanto l'operazione di discesa dal monte per liberare la città, quanto l'attacco ai due soldati nazisti presso il caffè cittadino— fossero state inopportune e avessero provocato la rappresaglia nazista. In particolare, finirono nel mirino delle accuse gli esecutori materiali della sparatoria al caffè, il comando gappista, il comando partigiano che doveva liberare Gubbio e gli stessi vertici dell’antifascismo locale.
La questura, la prefettura e il comando militare provinciale ricevettero quindi l'incarico d'indagare per chiarire le dinamiche dell'accaduto. L'allora questore Guerrizio concluse infine che, in riferimento alla rappresaglia nazista, non potesse essere attribuita alcuna responsabilità morale ai componenti della pattuglia gappista.